# چبنلو
چبنلو یک روستا در ایران است که در دهستان ارشق مرکزی واقع شده‌است. چبنلو ۸۱ نفر جمعیت دارد.